# Середньобазавлуцький (заказник)

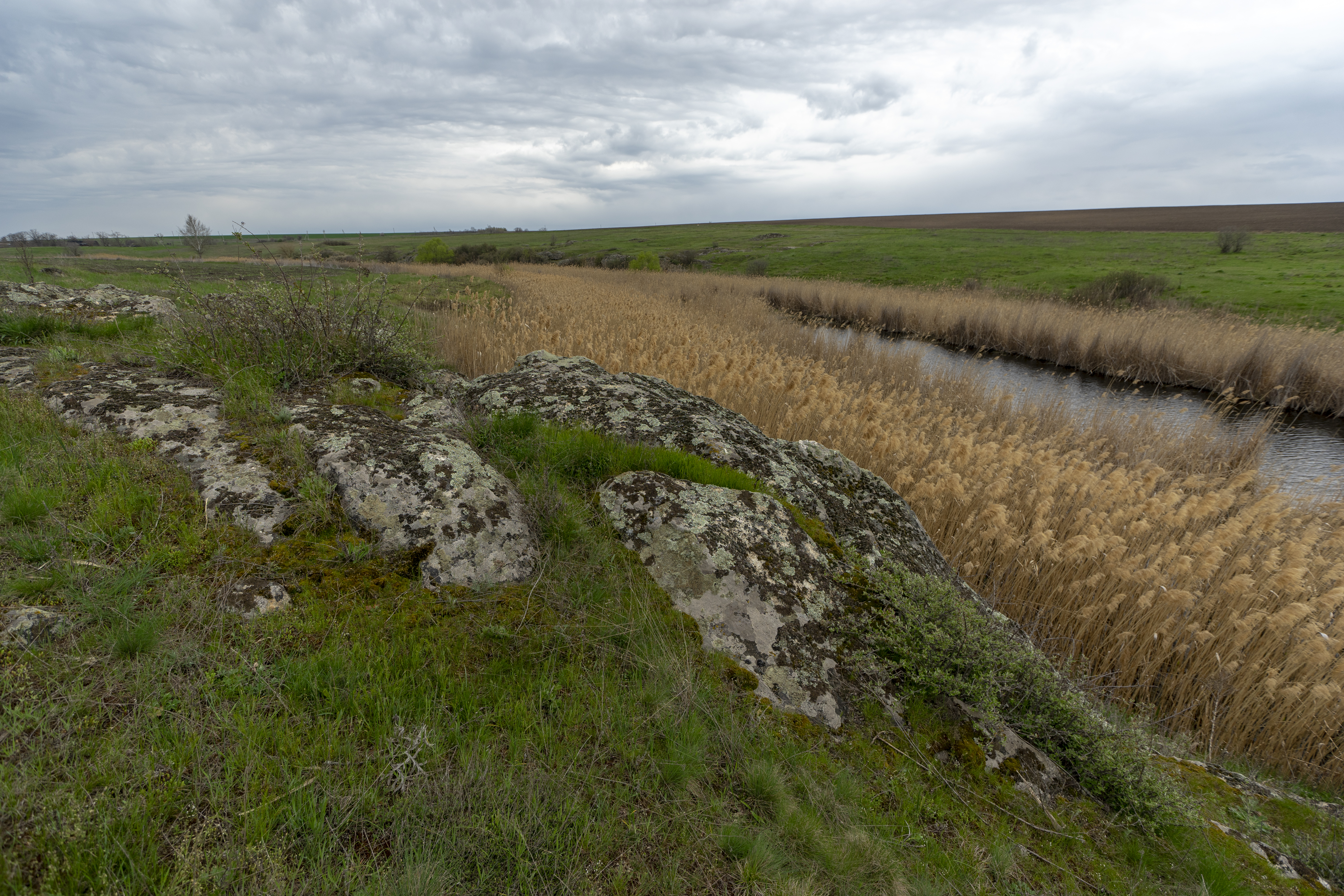

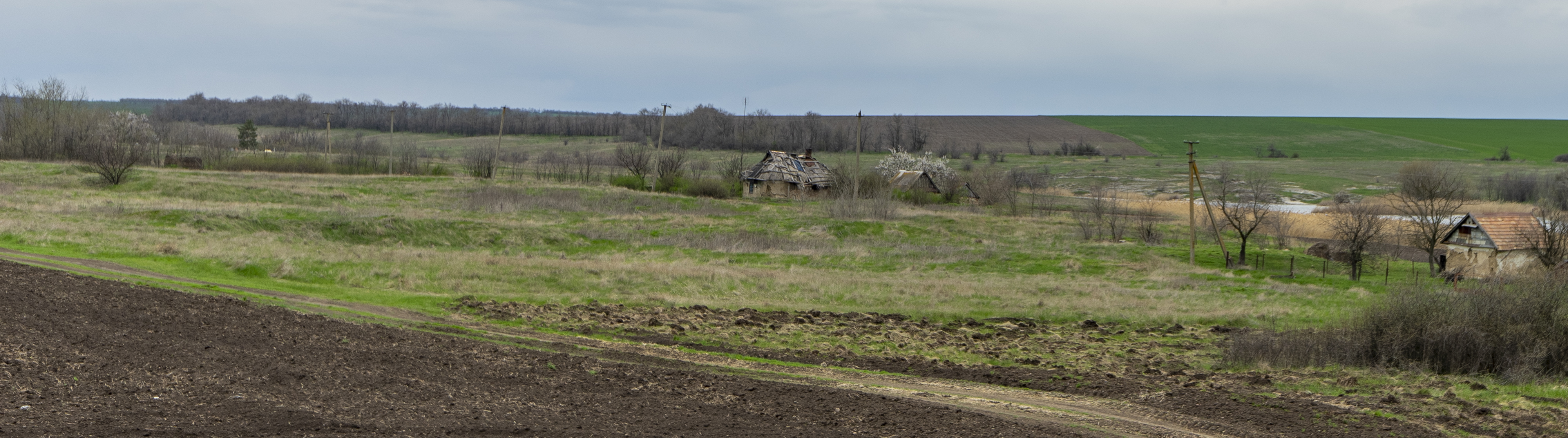
Біля села Благодатне

Середньобазавлу́цький заказник — ботанічний заказник місцевого значення в Україні. Розташований у Криничанському районі Дніпропетровської області, в районі сіл: Березине, Гуляйполе, Благодатне, Смоленка, Вітрівка, Червоне, Лугове. 
Площа — 1413 га. Статус присвоєно 2013 року. Перебуває у віданні: Криничанська райдержадміністрація. 
Статус присвоєно для збереження природних комплексів балкової мережі річки Базавлук в її середній течії. На схилах річкової долини і балок зростають рідкісні степові рослини.